# Flughafen Chasab

i7
i11
i13
Der Flughafen Chasab (arabisch مطار خصب, DMG Maṭār Ḫaṣab, englisch Khasab Airport, IATA-Code: KHS, ICAO-Code: OOKB) ist ein gemischt militärisch (englisch Khasab Airbase) und zivil genutzter Flughafen bei al-Chasab im Gouvernement Musandam des Sultanats Oman.

## Lage und Einrichtungen
Der Flughafen liegt südlich des Hafens, am westlichen Rand der Kernstadt auf einer Höhe von 30 m AMSL. Er verfügt über eine 2500 m lange, 23 m breite Asphaltpiste mit der Ausrichtung 01/23. Ein ILS ist nicht vorhanden.

## Fluggesellschaften und Ziele
Der Flughafen wird derzeit auch im Linienverkehr bedient. Mehrmals pro Woche fliegt die omanische Staatsfluggesellschaft Oman Air mit einer Boeing 737-800 von ihrer Basis auf dem Flughafen Maskat nach Chasab.